# Allianz
Allianz SE (Tiếng Đức: Allianzⓘ trước kia là AG, FWB: ALV, NYSE: AZ) là một trong những tổ chức dịch vụ tài chính lớn nhất thế giới, trụ sở đặt tại München, Đức.
Lĩnh vực kinh doanh trọng tâm là bảo hiểm. Với tổng doanh thu 92,5 tỷ € năm 2008, Allianz là định chế bảo hiểm quốc tế và dịch vụ tài chính thứ hai trên thế giới.
Allianz gần đây (tháng 8 năm 2008) tuyên bố kế hoạch bán quyền sở hữu Ngân hàng Dresdner cho Commerzbank, chủ yếu là để đổi lấy cổ phiếu của ngân hàng này. Nếu việc sáp nhập thành công, Allianz sẽ nắm giữ 30% cổ phiếu của tổ hợp hai ngân hàng Commerzbank/Dresdner.
Allianz Global Investors đứng trong nhóm 5 nhà quản lý đầu tư năng động nhất toàn cầu nắm trong tay lượng tài sản 970 tỷ €, trong đó 725 tỷ là tài sản của bên thứ ba từ các tổ chức quản lý tài sản như PIMCO (quỹ trái phiếu), RCM (quỹ cổ phiếu vốn), AAAm (quỹ đầu tư rủi ro), Degi (quỹ bất động sản), v.v.. ʘ

## Lịch sử

### Đại lược
Allianz AG ra đời năm 1890 tại Berlin, sau đó chuyển đầu não về München năm 1949. Bước đi đầu tiên đánh dấu sự chinh phục thị trường quốc tế là việc mở văn phòng chi nhánh tại London cuối thế kỷ 19. Sau Chiến tranh thế giới thứ hai, các hoạt động kinh doanh quốc tế dần được tái tạo. Allianz mở văn phòng tại Paris cuối những năm 1950 và một văn phòng quản lý thị trường Ý những năm 1960. Đến những năm 1970, việc mở rộng tiếp tục thực hiện sang Anh quốc, Hà Lan, Tây Ban Nha, Brasil và Hoa Kỳ. Năm 1986, Allianz mua công ty Cornhill Insurance ở London và mua cổ phiếu Riunione Adriatica di Sicurità (RAS), Milan, tăng cường sự hiện diện ở Tây và Nam Âu trong thập kỷ 1980. Vào tháng 2 năm 2006, cổ đông RAS phê chuẩn sự sáp nhập với Allianz. Năm 1990, Allianz bắt đầu bành trướng sang các nước Đông Âu với việc xuất hiện ở Hungary. Cũng trong thập kỷ này, Allianz thôn tính Fireman’s Fund, một công ty bảo hiểm ở Hoa Kỳ, tiếp sau đó là mua công ty Assurances Generales de France (AGF), Paris. Những hoạt động thâu tóm này được tiếp bước bằng tiến vào Châu Á qua các liên doanh và mua lại doanh nghiệp ở Trung Quốc và Hàn Quốc. Khoảng thời gian này, Allianz cũng tăng cường hoạt động quản lý tài sản bằng các thôn tính, ví dụ mua các công ty quản lý tài sản ở California.
Năm 2001, Allianz tiếp quản Ngân hàng Dresdner, một ngân hàng lớn ở Đức. Tập đoàn Allianz và Ngân hàng Dresdner Bank dựng nên Allianz Global Investors để hợp nhất các hoạt động quản lý tài sản. Năm 2002 Michael Diekmann thay thế Henning Schulte-Noelle làm CEO của Allianz AG. Tập đoàn Allianz Group thành lập lại theo Luật công ty của châu Âu ngày 13 tháng 10 năm 2006 sau cuộc sáp nhập xuyên biên giới với RAS.
Hiện nay, Allianz hiện diện ở 70 quốc gia với hơn 180 ngàn nhân viên. Đứng đầu tập đoàn quốc tế này là công ty cổ phần mẹ Allianz SE, trụ sở ở Munich. Allianz cung cấp cho 60 triệu khách hàng toàn cầu các nhóm dịch vụ hoàn thiện gồm: 
• bảo hiểm tài sản và thiệt hại, 
• bảo hiểm nhân thọ và bảo hiểm sức khỏe, 
• quản lý tài sản và dịch vụ ngân hàng.

### Những bất đồng
Henning Schulte-Noelle là Tổng giám đốc đầu tiên của Allianz quyết định viết về lịch sử Allianz thời kỳ Đế chế thứ Ba khi ông yêu cầu thành lập bộ phận lưu trữ hồ sơ lịch sử công ty năm 1993, bộ phận này được mở năm 1996. Năm 1997, Schulte-Noelle đề nghị Gerald D. Feldman, nhà sử học từ Đại học Berkeley ở California tiến hành một cuộc nghiên cứu lớn về quá khứ của Allianz trong thời kỳ Đế chế thứ Ba. Feldman bắt đầu công trình nghiên cứu năm 1998 cùng một nhóm các nhà sử học trẻ. Một vài tháng sau đó, những người Do Thái sống sót trong Thế chiến thứ hai và hậu duệ của họ đã đưa Allianz và một số công ty bảo hiểm châu Âu ra tòa, cáo buộc các công ty này đã không thanh toán các đơn bảo hiểm. Allianz và 04 công ty bảo hiểm khác ủng hộ việc ra đời "Ủy ban quốc tế về các khiếu kiện bồi thường bảo hiểm thời kỳ Holocaust " (ICHEIC), hơn thế, Allianz còn trở thành hội viên sáng lập của tổ chức "Remembrance, Responsibility and Future" ở Đức. Cả hai tổ chức đã để tâm đến việc thanh toán cho các nạn nhân. Feldman xuất bản kết quả đầy đủ của nghiên cứu của ông tháng 9 năm 2001. Dựa trên kết quả này, Allianz thành lập nhà trưng bày về lịch sử công ty tại bộ phận lưu trữ và cũng đưa lên internet.
Công trình nghiên cứu kết luận rằng, Allianz với vai trò là một tổ chức và thông qua các quan chức của nó đã dính líu sâu sắc với Chế độ phát-xít và Đế chế thứ Ba bắt đầu từ đầu thập kỷ 1930 là liên tục cho đến khi Đế chế thứ Ba sụp đổ năm 1945.
Một vài ví dụ đáng kể:
1. Các bản ghi chứng minh rằng Allianz đã bảo hiểm cho tài sản và nhân sự cho trại tập trung Auschwitz, tương tự với trại tập trung Dachau. Cũng chứng minh được rằng trước khi cấp đơn bảo hiểm, các giám định viên của Allianz đã đi thăm toàn bộ và hiểu rõ mục đích, chức năng của các trại tập trung này.
2. Các bản ghi xác nhận rằng Allianz đã bảo hiểm cho các kỹ sư làm việc ở công ty IG Farben [3], đơn vị giám sát việc sản xuất khí cyanide Zyklon B dùng ở trại Auschwitz và các trại khác để thủ tiêu một cách có hệ thống hơn 1,2 triệu người Do Thái và những chủng người khác trong thời kỳ Holocaust.[4]
3. Allianz cung cấp bảo hiểm trong thời gian chiến tranh cho những tên phát xít đối với những tài sản có giá trị tước đoạt của người Do Thái trước khi họ bị đưa vào trại tập trung và cuối cùng là bị thủ tiêu.
4. Bộ máy lãnh đạo của Allianz dính líu sâu sắc vào những cấp bậc tối cao của bộ máy điều hành chủ nghĩa phát-xít Đức. Quan chức điều hành Kurt Schmitt của Allianz là bộ trưởng kinh tế Đế chế từ tháng 6 năm 1933 đến tháng 1 năm 1935, và trong nhiều bức ảnh, ông mặc quân phục sĩ quan SS đứng ngay sau Hitler trong lễ chào cờ.[3] Tổng giám đốc Allianz Eduard Hilgard là người đứng đầu "Tổ chức bảo hiểm cá nhân của Đế chế" (Reich Association for Private Insurance) trong suốt thời gian chế độ phát-xít và chịu trách nhiệm cho việc đưa ra và thực hiện chính sách hủy bỏ và từ chối thanh toán bảo hiểm cho người Do Thái, thay vào đó thanh toán trực tiếp cho người Đức phát -xít. Các bản ghi của Allianz cũng chỉ ra rằng công ty đã tuân thủ đầy đủ chính sách này và ghi vào bản các giấy tờ là "thực hiện như bình thường".[3]

## Vị trí điều hành gần đây (CEO)
- 2015-nay: Oliver Bäte
- 2003–2015: Michael Diekmann
- 1991–2003: Henning Schulte-Noelle

## Australia

Hoạt động của Allianz trên toàn cầu

Allianz Australia Limited (ABN 21 000 006 226) hoạt động trên toàn Australia và New Zealand và qua các chi nhánh/công ty con chào bán dịch vụ bảo hiểm và quản lý rủi ro. Các công ty con của Allianz bao gồm Club Marine, Allianz Life (nhân thọ) và Hunter Premium Funding.

## Bỉ
Allianz hoạt động dưới tên Allianz Bỉ, trước 29 tháng 11 năm 2007 là AGF Bỉ.

## Canada
Allianz bất ngờ dừng hoạt động của Allianz Canada (giữ 2% thị phần) vào năm 2004 sau nhiều năm không có kết quả kinh doanh thuận lợi. Allianz ban đầu xâm nhập thị trường Canada đầu thập kỷ 1990 thông qua việc thôn tính một số công ty bảo hiểm ở Bắc Mỹ để lập nên American Firemans Fund và Canadian Surety. Khi rời khỏi thị trường này, bộ phận kinh doanh bảo hiểm con người và tổ chức được bán cho công ty đứng đầu thị trường là ING Canada, bộ phận kinh doanh bảo hiểm cá nhân được mua lại bởi Allianz Hoa Kỳ và duy trì văn phòng tại Toronto.

## Ấn Độ
Tại Ấn Độ, India Bajaj Allianz General Insurance Company Limited là liên doanh giữa Bajaj Finserv Limited (tách ra từ Bajaj Auto Limited) và Allianz mẹ.

## Slovakia

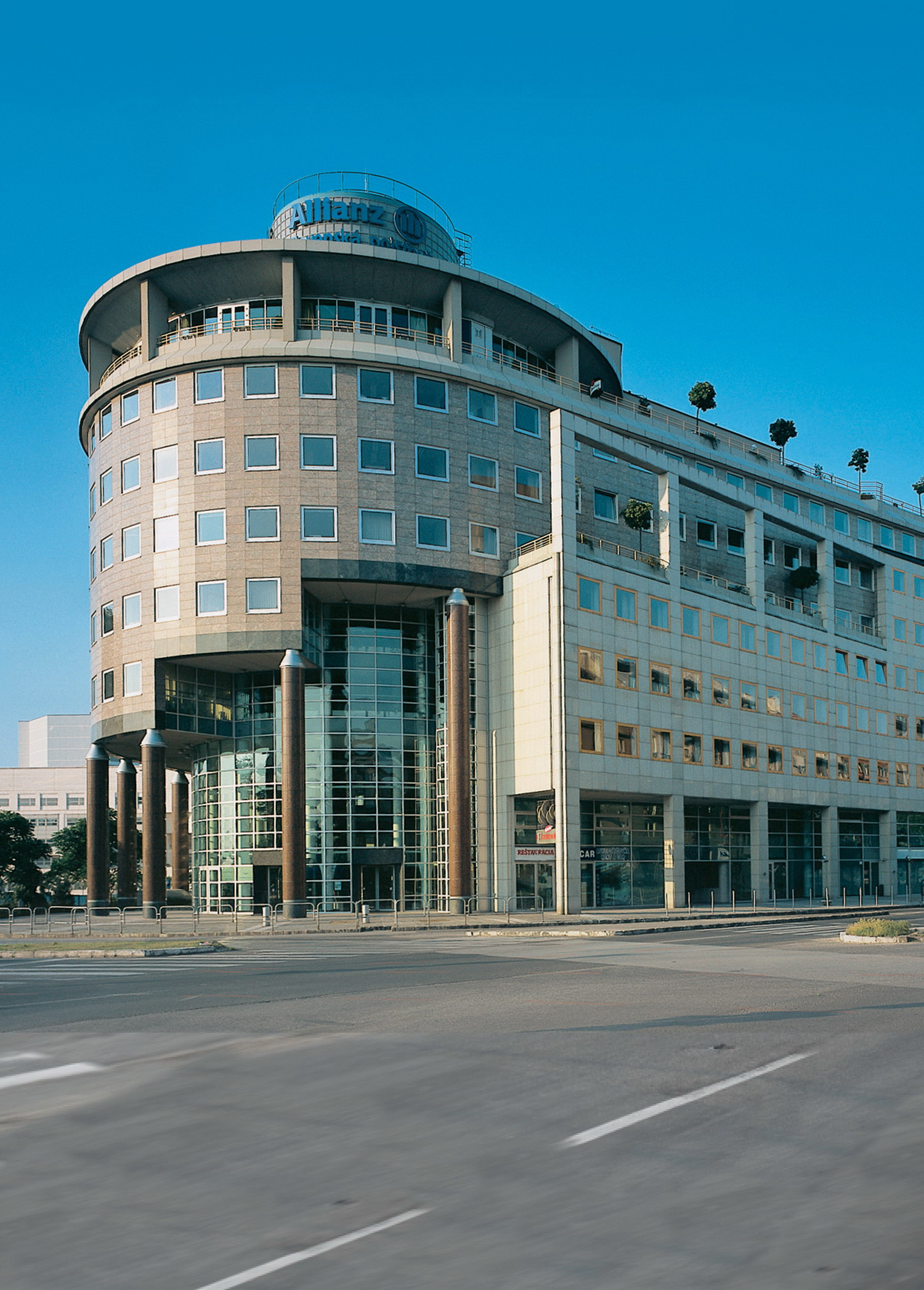
Trụ sở của Allianz - Slovenska poistovna, Bratislava

Allianz bắt đầu kinh doanh bảo hiểm nhân thọ và bảo hiểm thiệt hại, tài sản ở Slovakia năm 1993 nhưng chi nhánh này chưa bao giờ giành được thị phần đáng chú ý. Năm 2001, Tập đoàn Allianz mua công ty công ty sở hữu nhà nước Slovenska poistovna (Slovak Insurance Company) lúc đó đang chịu sự quản lý yếu kém nặng về chính trị, tài sản bị tước đoạt và không đủ dự phòng. Tuy vậy, Slovenska đang giữ hơn 50% thị phần và vì thế là mục tiêu hấp dẫn khi tư nhân hóa. Allianz đã phải cạnh tranh với AXA và Aegon. Ngay khi mua lại, các hoạt động khác của Allianz ở đây được nhập vào Slovenska để tạo nên công ty mới Allianz - Slovenska poistovna. Thị phần kết hợp (nhân thọ và phi nhân thọ) hiện nay dưới 40% (mảng phi nhân thọ chiếm 50% thị phần) và vẫn đảm bảo vị trí đứng đầu thị trường..

## Anh quốc
Allianz sở hữu công ty bảo hiểm Cornhill Insurance plc ở Anh, công ty này sau đó đổi tên là Allianz Cornhill Insurance plc. Để rồi đổi tên lần nữa thành Allianz Insurance plc ngày 30 tháng 4 năm 2007 để phản ánh thực chất sự sở hữu của công ty mẹ ở lục địa châu Âu. Bộ phận công nghệ thông tin của nó Allianz Cornhill Information Services plc đặt lại Technopark, Kerala, Ấn Độ.
Allianz sở hữu Kleinwort Benson, đơn vị mà Allianz tiếp quản khi mua Dresdner Bank. Ngân hàng đầu tư này sau đó sáp nhập với Dresdner Bank và đổi tên thành Dresdner Kleinwort. Allianz Anh quốc cũng sở hữu môi giới bảo hiểm High Net Worth Home and Legacy.

## Việt Nam
Allianz cung cấp bảo hiểm cho thị trường Việt Nam thông qua công ty Allianz Việt Nam, giấy phép thành lập được cấp năm 1999, vốn pháp định 5,7 triệu đôla Mỹ. Năm 2005, Allianz mẹ bán lại Allianz Việt Nam cho công ty bảo hiểm phi nhân thọ BIDV-QBE với lý do là cơ cấu lại hoạt động. Ở thời điểm rút khỏi thị trường Việt Nam, Allianz chiếm 1,66% thị phần bảo hiểm phi nhân thọ.

## Thể thao
Allianz giành quyền đặt tên cho Allianz Arena, sân vận động ở thành phố Munich, Đức. Hai câu lạc bộ bóng đá chuyên nghiệp là Bayern Munich và TSV 1860 München lấy Allianz Arena làm sân nhà từ đầu mùa giải 2005–2006. Hai câu lạc bộ này trước đó thi đấu sân nhà trên sân vận động Olympia Munich từ 1972 với Bayern Munich và từ thập kỷ 1990 với 1860 München.
Allianz còn sở hữu câu lạc bộ bóng đá Ba Lan Gornik Zabrze.
Allianz đã từng đàm phán với New York Jets và Giants để mua quyền đặt tên sân vận động Meadowlands ở East Rutherford, NJ, nhưng các cuộc đàm phán đều không thành bởi sự chống đối của các nhóm Do Thái và những người sống sót từ nạn diệt chủng Do Thái.
Allianz là một nhà tài trợ của đội đua công thức một Williams từ năm 2000.